# Flagge von São Tomé und Príncipe
Die Flagge von São Tomé und Príncipe wurde erstmals anlässlich der Unabhängigkeit des Landes am 12. Juli 1975 als Nationalflagge gehisst und am 5. November desselben Jahres offiziell eingeführt.

## Bedeutung
Die Nationalflagge verwendet die Panafrikanischen Farben. Grün steht für die Vegetation und die Landwirtschaft, Rot für das Blut, das im Kampf um die Unabhängigkeit des Inselstaates vergossen wurde und Gelb symbolisiert den Anbau von Kakao, der 93 % der Exportgüter des Landes ausmacht. Die zwei Sterne sind Sinnbilder für die zwei Inseln, aus denen die Republik besteht.

## Farben
| System            | Grün      | Rot       | Gelb      | Schwarz |
| ----------------- | --------- | --------- | --------- | ------- |
| RGB               | 18-173-43 | 210-16-52 | 255-206-0 | 0-0-0   |
| Hexadezimalformat | #12AD2B   | #D21034   | #FFCE00   | #000000 |

## Geschichte

Flaggenvorschlag von 1967

Während der kolonialen Zeit wurde auf São Tomé und Príncipe die Flagge Portugals verwendet. 1967 gab es einen Vorschlag für die Kolonien zu der Flagge Portugals das jeweilige Wappen der Kolonie anzufügen. Der Vorschlag wurde nicht umgesetzt.
Die heutige Nationalflagge basiert auf der 1972 eingeführte Flagge der Unabhängigkeitsbewegung MLSTP und ist in den panafrikanischen Farben gehalten.